# St. Nikolaus (Helmishofen)

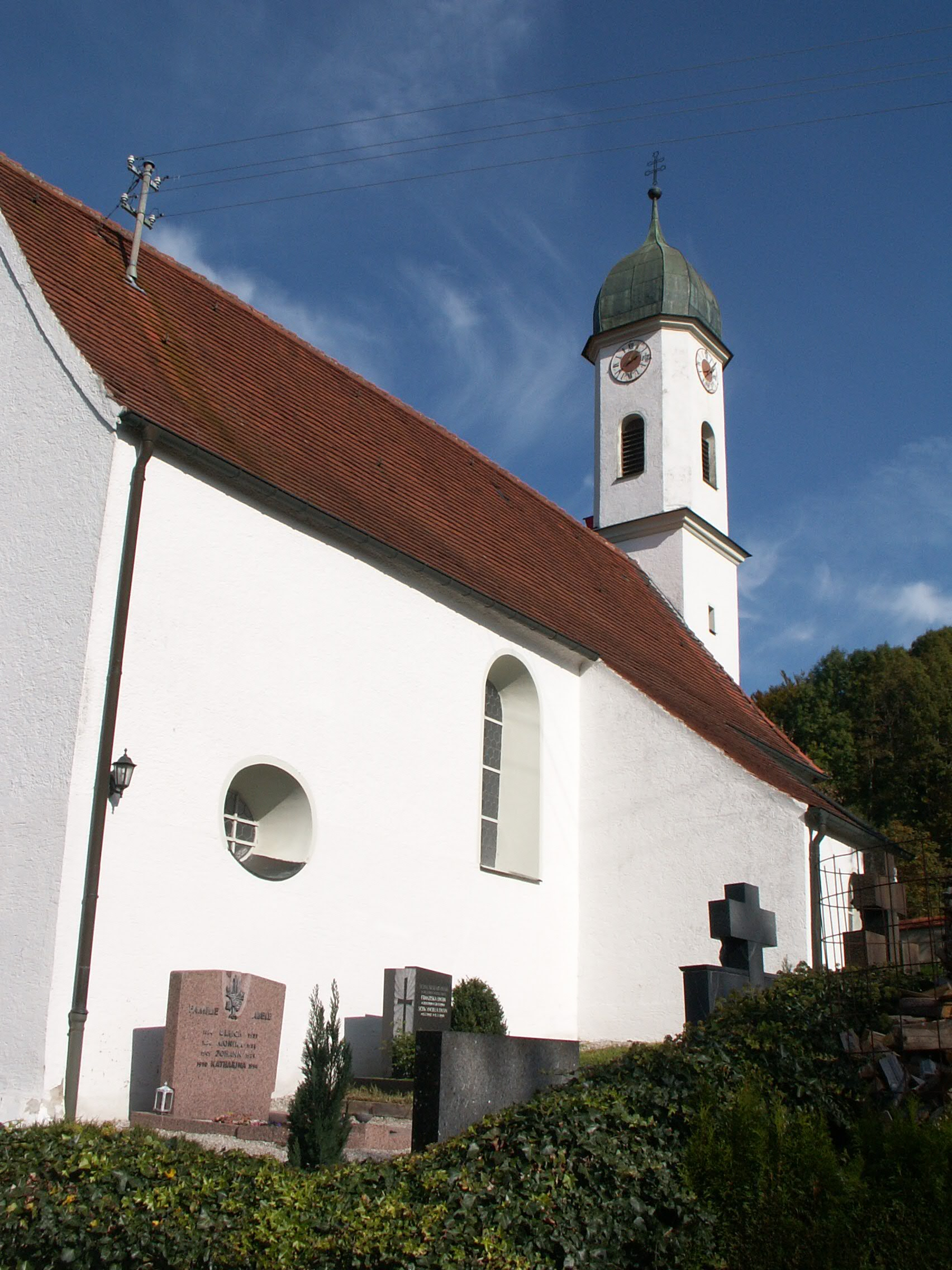
St. Nikolaus in Helmishofen

Die römisch-katholische Filialkirche St. Nikolaus steht in Helmishofen, einem Gemeindeteil des Marktes Kaltental im schwäbischen Landkreis Ostallgäu in Bayern. Das denkmalgeschützte Bauwerk ist in der Liste der Baudenkmäler in Kaltental unter der Nr. D-7-77-141-23 eingetragen. Die Kirche gehört zum Dekanat Kaufbeuren des Bistums Augsburg.

## Beschreibung
Die Saalkirche besteht aus einem Langhaus, das im 17. Jahrhundert erneuert wurde, einem um 1474 gebauten eingezogenen, dreiseitig geschlossenen Chor im Osten und einem in die Stirnwand des Chors eingestellten Kirchturm auf quadratischem Grundriss, der 1732 von Johann Georg Fischer mit einem Geschoss mit abgeschrägten Ecken, das die Turmuhr und den Glockenstuhl beherbergt, aufgestockt und mit einer Zwiebelhaube bedeckt wurde. Im Innenraum des Langhauses befindet sich ein Deckenbild von 1786, das 1960 freigelegt wurde. Der neuromanische Hochaltar wurde 1868 gebaut. Eine Marienfigur ist um 1470/80 entstanden.